# Кравцов Іван Никифорович
Іван Никифорович Кравцо́в (рос. Кравцов Иван Никифорович; нар. 19 січня 1833, Санкт-Петербург — пом. 25 березня 1895, Одеса) — російський оперний співак (тенор), педагог.

## Біографія
Народився 7 [19] січня 1833 року в місті Санкт-Петербурзі (нині Росія). Впродовж 1851—1853 років навчався співу у Феліче Ронконі в Санкт-Петербурзі, потім удосконалювався в Італії у Джованні Батіста Рубіні та інших педагогів.
Вперше вийшов на оперну сцену в Неаполі у 1857 році і протягом 1857—1860 років співав в італійських і французьких оперних театрах. У 1860—1861 роках був солістом італійської опери у Санкт-Петербурзі, потім знову виступав в Італії.
З 1867 по 1872 рік співав у Київській опері. 1870 року відкрив у Києві приватну вокальну студію. У 1877—1878 роках викладав у Київському музичному училищі. 1878 року залишив сцену через хворобу очей. Згодом переїхав до Одеси, де викладав спів приватно. Його учнями були Фелікс Ошустович, Марія Дейша-Сіоницька, Михайло Медведєв, Каспар Кржижановский та інші. Помер в Одесі 13 [25] березня 1895 року.

## Партії
- Собінін («Життя за царя» Михайла Глінки);
- Фауст («Фауст» Шарля Гуно);
- Манріко («Трубадур» Джузеппе Верді);
- Альмавіва ( «Севільський цирульник» Джоаккіно Россіні);
- Полліан («Норма» Вінченцо Белліні).